# اچ‌ام‌اس میدستون (۱۷۵۸)
اچ‌ام‌اس میدستون (۱۷۵۸) (به انگلیسی: HMS Maidstone (1758)) یک کشتی بود که طول آن ۱۱۸ فوت ۴ اینچ (۳۶٫۱ متر) بود. این کشتی در سال ۱۷۵۸ ساخته شد.